# Pandora FMS

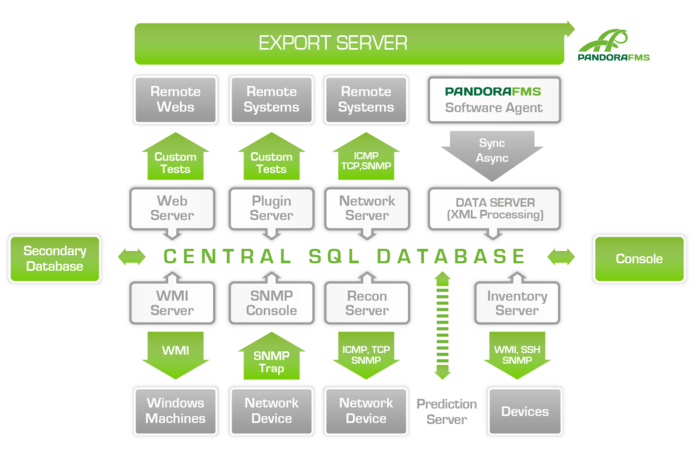
Pandora Architecture

Pandora FMS(パンドラ エフエムエス) は、コンピュータシステムおよびネットワークの監視のためのオープンソースの監視ツールである。
ネットワークやサーバおよび、アプリケーションの稼働状況を見張り、様々な項目の状態を通知させることができる。
Pandora FMS はフリーソフトウェア財団の GNU General Public License バージョン 2 でライセンス提供されている。
Pandora FMS にはオープンソース版のほか、オープンソース版に機能追加した商用ライセンスのエンタープライズ版もある。

## 概要
Pandora FMS は、さまざまなシステムやアプリケーションを監視するモニタリングツールである。
FMS とは、Flexible Monitoring System の略を表している。
Linux や UNIX システムで動作し、さまざまなビジネスシステムの状態の監視ができる。
ハードウエア、ソフトウエア、アプリケーションそして、もちろんオペレーティングシステムの監視ができる。 監視可能なシステムとしては、Linux や UNIX だけでなく、Windows やネットワーク機器も対象となる。Linux、UNIX、Windowsには、専用のエージェントソフトもある。
Pandora FMS は、ネットワークインタフェースのダウンや、ウェブサイトの応答劣化、稼働中アプリケーションのメモリリークによる動作不調を気づかせてくれることもできる。システム障害発生時にメールの送信や、任意の処理の自動実行ができる。
Pandora FMS はまた、システムの状態が正しいかどうかを確認するだけの監視ツールではなく、数ヵ月にわたってさまざまなシステムの値(数値および文字)を保存し、数値をグラフ表示することもできる。

## Pandora FMS の特徴

### 監視
- ネットワーク上の新しいシステムの検出
- 可用性およびパフォーマンスのチェック
- 状態変化を検知した場合のアラーム生成[2]
- 軽い専用エージェントによる、モニタ対象システム自体でのデータ収集 (ほとんどのオペレーティングシステムに対応)
- SNMPなど、ネットワーク経由での外部からのデータ収集
- ネットワーク機器等からの SNMPトラップ監視

### システム
- 全コンポーネントにおける高可用性
- 拡張性がありモジュール化されたアーキテクチャ
- 1台のサーバで 2500モジュールのサポート
- ユーザ定義アラート、そして再実行処理が可能
- 標準機能のインシデント管理
- 標準機能のDB管理: 削除と圧縮
- スマートフォン向けコンソール

### レポーティング
- リアルタイムでのレポートとグラフの生成
- SLAレポート
- ユーザ定義可能なグラフィカルビュー
- 月間のデータ保存(レポートへの活用)
- 全モジュールでのリアルタイムグラフ

### ユーザ管理
- マルチユーザ、マルチプロファイル、マルチグループ
- 承諾インタフェースを持ったイベント管理システム
- グループやユーザごとのアクセス制御
- 8種類の属性を持ったプロファイル定義が可能

## 開発の歴史
Pandora FMS は、2003年に Sancho Lerena 一人による小さなオープンソースプロジェクトとしてスタートした。
数年後、(オリジナル開発者の Sancho Lerena が所属している)スペインの IT企業である Artica ST により引き継がれ、現在は多くの人々の協力を得ながらプロジェクトの管理およびリードは Artica により行われている。
なお、日本語化は、バージョン 3.0 以降で行われている。完全日本語対応されたリリース版は、バージョン 3.1 以降である。
- 2019年12月:Pandora FMS 7.0 NG 741 リリース [1]
- 2019年10月:Pandora FMS 7.0 NG 739 リリース [3]
- 2019年06月:Pandora FMS 7.0 NG 736 リリース [4]
- 2019年05月:Pandora FMS 7.0 NG 735 リリース [5]
- 2019年04月:Pandora FMS 7.0 NG 734 リリース [6]
- 2019年03月:Pandora FMS 7.0 NG 733 リリース [7]
- 2019年02月:Pandora FMS 7.0 NG 732 リリース [8]
- 2019年01月:Pandora FMS 7.0 NG 731 リリース [9]
- 2018年10月:Pandora FMS 7.0 NG 728 リリース [10]
- 2018年3月:Pandora FMS 7.0 NG 720 リリース [11]
- 2018年1月:Pandora FMS 7.0 NG 718 リリース [12]
- 2017年3月: バージョン 7.0 NGリリース[13]
- 2015年10月: バージョン 6.0 リリース
- 2014年1月: バージョン 5.0SP3 リリース
- 2013年12月: バージョン 5.0SP2 リリース
- 2013年11月: バージョン 5.0SP1 リリース
- 2013年10月: バージョン 5.0 リリース
- 2013年1月: バージョン 4.0.3 リリース
- 2012年6月: バージョン 4.0.2 リリース
- 2011年12月: バージョン 4.0.1 リリース
- 2011年9月: バージョン 4.0 リリース
- 2010年12月: バージョン 3.2 リリース
- 2010年6月: バージョン 3.1 リリース
- 2009年12月: バージョン 3.0 リリース
- 2009年3月: バージョン 2.1 リリース
- 2008年12月: バージョン 2.0 リリース
- 2008年4月: バージョン 1.3.1 リリース
- 2007年10月: バージョン 1.3 リリース

## サーバコンポーネントにおいてサポートされているオペレーティングシステム
Pandora FMS のサーバコンポーネントはPerl 5.8以降のiThreads機能を利用して実装されている。この評価が分かれている機能の実装に大きく依存していることもあり、オペレーティングシステム毎の動作でそれなりの影響を受ける。公式には次のオペレーティングシステム上の実装が利用を推奨されている。
- RedHat/CentOS 6.x以降のディストリビューションによるLinux
- SUSEディストリビューションによるLinux（SLESまたはopenSUSE）
- UbuntuディストリビューションによるLinux
- DebianディストリビューションによるLinux

商用ライセンスのエンタープライズ版では、「RedHat/CentOS 6.x、SUSE Linux、Debian/Ubuntu」がサポートされている。